# تي-155 فيرتينا
تي-155 فيرتينا هو مدفع ذاتي الحركة وهو النسخة التركية من سلاح كيه-9 ثاندر، تم تطويره بالتعاون مع كوريا الجنوبية.